# 二碲化九羰基三铁
二碲化九羰基三铁是一种有机铁化合物，化学式为Fe3(CO)9Te2，它是铁的羰基碲化物之一。它可由五羰基铁的碱性溶液和亚碲酸钾反应得到。它和一些配体（用L表示，如1,2-双(二苯基膦)乙烷）反应可以得到衍生物：
Fe3(CO)9Te2 + L ⇌ Fe3(CO)9LTe2
Fe3(CO)9LTe2 ⇌ Fe3(CO)8LTe2 + CO
它和氯化亚砜或磺酰氯在二氯甲烷中反应，可以得到[Fe2(CO)6(Cl)(TeCl)2]2[Te2Cl10]。